# Gesetzgebungsnotstand
In Deutschland ist der Gesetzgebungsnotstand ein in Art. 81 des Grundgesetzes beschriebenes spezielles Gesetzgebungsverfahren, das Möglichkeiten alternativer Gesetzgebung zur Bewältigung einer politischen Krise bereithält. Den Fall, dass der Bundeskanzler nicht mehr die Mehrheit der Mitglieder des Bundestages auf sich zu vereinigen vermag, stuft das Bundesverfassungsgericht im Sinne der Norm als politische Krise ein. Im Zusammenwirken von Bundesregierung, Bundespräsident und Bundesrat kann die Bundesregierung eine Gesetzesvorlage einbringen, die vom Bundesrat – statt wie üblich vom Bundestag – behandelt und als Gesetz erlassen wird. In dieser Weise kann ein Gesetz auch dann entstehen, wenn der Bundestag es ablehnt oder nur nicht behandelt. Artikel 81 GG zeigt auf, dass die Gewaltenteilung im Grundgesetz nicht stringent durchgeführt wird, sondern auch Gewaltenverschränkungen vorgesehen sind. 
Eine Bundesregierung kann während ihrer Amtszeit nur sechs Monate lang von diesem Verfahren Gebrauch machen. Sie muss den Gesetzgebungsnotstand jeweils neu beim Bundespräsidenten beantragen, für jede einzelne ihrer strittigen Gesetzesvorlagen. Es handelt sich also nicht etwa um eine Periode, innerhalb derer der Bundesrat einfach den Bundestag ersetzt. Innerhalb der sechs Monate kann auch der Bundestag wie sonst üblich als Gesetzgeber tätig werden.
Bislang hat noch keine Bundesregierung vom Gesetzgebungsnotstand Gebrauch gemacht. Das liegt daran, dass es keine Krisensituation gegeben hat, in der die Anwendung sinnvoll gewesen wäre. Wenn eine Bundesregierung ihre Mehrheit im Bundestag verloren hat, wurde bisher entweder eine neue Mehrheit (eine neue Koalition) gebildet oder aber der Bundestag aufgelöst.

## Begriff
Der Begriff „Gesetzgebungsnotstand“ taucht erstmals 1948 in den Diskussionen des Parlamentarischen Rates auf. Er beschreibt keinen Zustand, in dem Gesetze alternativ beschlossen werden. Stattdessen muss der Notstand für einzelne Gesetzentwürfe erklärt werden.
Teilweise heißt es in der Literatur, man solle eher von einem „Regierungsnotstand“ sprechen. Art. 81 GG liefere schließlich einer Minderheitsregierung einen Ausweg. Eckart Klein zufolge aber ist der Begriff „Gesetzgebungsnotstand“ treffend, weil das Grundgesetz damit auf eine Schwäche des Parlaments hinweisen wollte.
Ferner wird die Frage gestellt, wer anstelle des Bundestages „Ersatzgesetzgeber“ wird. Brun-Otto Bryde denkt an die Bundesregierung. Das Verfahren nach Art. 81 GG sei ein „exekutives Notverordnungsrecht“ der Bundesregierung. Der Parlamentarische Rat habe nur den Ausdruck gescheut, aus historischen Gründen.

## Hintergrund

### Notstand in der Weimarer Republik, 1919–1933

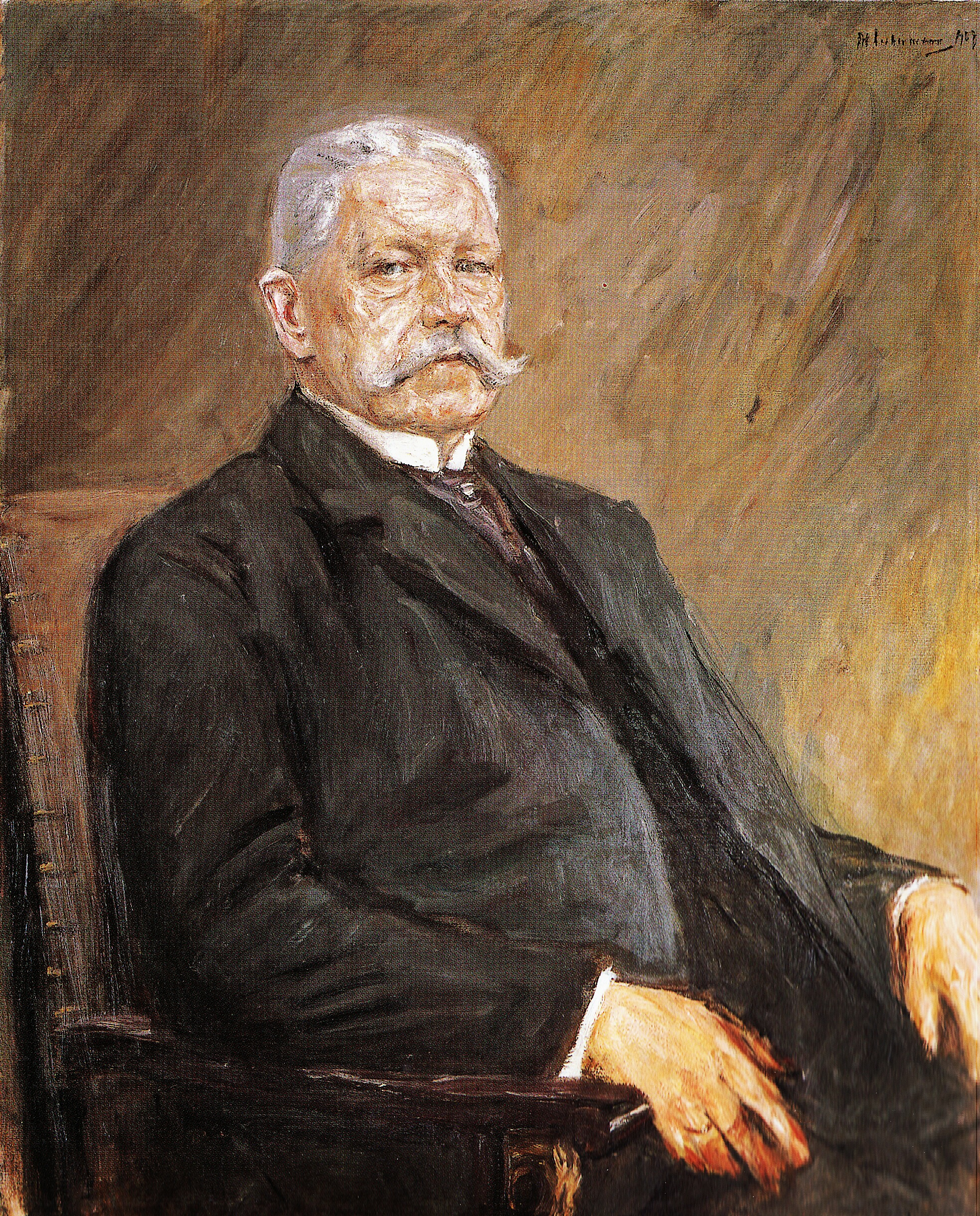
Paul von Hindenburg war von 1925 bis 1934 deutscher Reichspräsident. Ab 1930 half er verschiedenen Regierungen mit Notverordnungen aus, die mehr und mehr anstelle der eigentlichen Gesetzgebung traten. Im Januar 1933 ernannte er Adolf Hitler zum Reichskanzler. Mit der „Reichstagsbrandverordnung“ und anderen Verordnungen unterstützte Hindenburg die Errichtung der NS-Diktatur.

In der Weimarer Verfassung gab es den Art. 48, der dem Reichspräsidenten Befugnisse für den Notstand mitgab. Wenn die öffentliche Sicherheit in Gefahr war, durfte der Reichspräsident die entsprechenden Maßnahmen treffen. Im Nachhinein gab man der Nutzung dieses Artikels erhebliche Mitschuld am Scheitern der Republik.
Der Reichspräsident hatte ab 1930 mit seinen Maßnahmen dem Reichstag mehr und mehr die eigentliche Gesetzgebung abgenommen. Für viele Fraktionen im Reichstag war dies einfacher, als wenn sie selbst schwierige und unbeliebte Entscheidungen treffen mussten. Ab 1932 konnten die Nationalsozialisten und Kommunisten gemeinsam mehr als die Hälfte der Stimmen im Reichstag auf sich vereinen. Zwar konnten sie aufgrund extremer Differenzen keine Regierung bilden, aber sie konnten die Arbeit jeder Regierung unmöglich machen (und obendrein die vom Reichspräsidenten eingesetzte Regierung stürzen).
Art. 48 WRV machte es den Fraktionen im Reichstag also indirekt möglich, sich ihrer Verantwortung zu entledigen. Zwar sicherte die Machtfülle des Reichspräsidenten zunächst die Republik. Ab 1933 verwendete der Reichspräsident (Paul von Hindenburg) seine Macht allerdings dazu, die nationalsozialistische Diktatur zu ermöglichen.
Im Parlamentarischen Rat, 1948, unterschied der Abgeordnete Walter Menzel (SPD) zwei unterschiedliche Arten von Notstand, den „echten“ vom „unechten“. Ein echter Notstand lag vor, wenn die innere oder äußere Sicherheit gefährdet war, etwa im Kriegsfall oder bei inneren Unruhen. Das Parlament konnte dann nicht zusammentreten ohne Gefahr für Leib und Leben der Abgeordneten. An einen solchen Notstand hatten die Weimarer Verfassungsgeber bei Art. 48 WRV gedacht. Ein unechter oder politischer Notstand hingegen ist eher als „Verfassungsstörung“ zu bezeichnen. Bei einer derartigen „Funktionsstörung“ des politischen Systems können Regierung und Parlament nicht konstruktiv zusammenarbeiten, oder ein Organ verweigert sich seiner Rolle. Art. 48 WRV wurde dafür missbraucht, mit solchen Verfassungsstörungen umzugehen. Ein anderes Mittel aus der Weimarer Zeit waren die Ermächtigungsgesetze. Dabei bestimmte der Reichstag mit Mehrheit, dass gesetzesvertretende Verordnungen auch durch die Regierung verabschiedet werden konnten.

### Diskussion im Parlamentarischen Rat

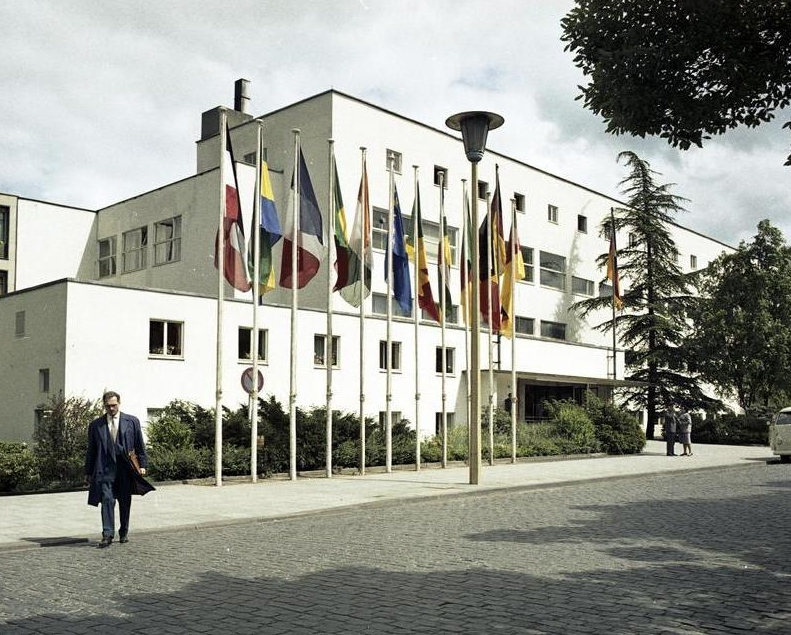
Die Abgeordneten des Parlamentarischen Rates trafen sich in der Pädagogischen Akademie in Bonn, dem späteren Bundeshaus. Trotz des Namens war der Rat eine verfassungsgebende Versammlung, kein eigentliches Parlament, das Gesetze beschloss und eine Regierung kontrollierte.

Die Väter und Mütter des Grundgesetzes, der neuen deutschen Verfassung, sahen sich vor diesem Hintergrund mit einer schwierigen Aufgabe betraut. Einerseits sollte für den Fall vorgesorgt werden, dass das Parlament außer Lage sein würde Gesetze zu verabschieden, der Staat aber regierbar bleiben musste. Andererseits sollte kein Organ so mächtig werden, dass der Weg in eine Diktatur ermöglicht wird. Entsprechend verwirrend verliefen die Diskussionen im Parlamentarischen Rat, der das Grundgesetz erarbeitete.
Eine wichtige Grundlage für die Diskussion war der Herrenchiemsee-Entwurf. Dieser Verfassungsentwurf sah einen Art. 111 vor, der dem Weimarer Vorbild folgte. Im Falle eines echten Notstands, einer „Gefährdung der öffentlichen Sicherheit und Ordnung,“ sollte die Bundesregierung Notverordnungen mit Gesetzeskraft erlassen dürfen. Dafür war die Zustimmung des Bundesrats notwendig. Der Unterschied zur Weimarer Verfassung war also vor allem der, dass nicht mehr das Staatsoberhaupt die Notverordnungen erließ, sondern die Regierung.
Am 15. Oktober 1948 machte ein Unterausschuss des Parlamentarischen Rats folgenden Vorschlag: Er sah den Fall vor, dass höhere Gewalt das Parlament funktionsunfähig mache, dass der Bestand von Bund und Verfassung gefährdet sei. Die Bundesregierung sollte dann Notverordnungen mit Gesetzeskraft erlassen können. Notwendig wären die Zustimmung des Bundesrats, aber auch die des Präsidenten des Bundestags. Nach vier Wochen verlören die Notverordnungen ihre Gültigkeit, wenn nicht Bundestag und Bundesrat sie bestätigten. Sollten Bundestag und Bundesrat wegen höherer Gewalt nicht zusammen treten können, sollten die Notverordnungen jeweils um weitere vier Wochen verlängert werden können. Dazu müssten Bundesrat und der Präsident des Bundestags der Bundesregierung abermals zustimmen. Die Notverordnungen durften die Verfassung nicht ändern, aber bestimmte Rechte wie die Pressefreiheit und Versammlungsfreiheit einschränken.
Der Allgemeine Redaktionsausschuss erweiterte den Entwurf: In einem Art. 111a wurde die Möglichkeit beschrieben, dass der Bundestag aufgelöst werde, ohne dass ein Gesetzgebungsnotstand erklärt worden wäre. Danach hätte die Bundesregierung Gesetze vorschlagen können, die der Bundesrat erlassen hätte. Der Begriff „Gesetzgebungsnotstand“ taucht hier erstmals auf, allerdings für einen „echten“ Notstand. Der Organisationsausschuss, der im Dezember 1948 tagte, verknüpfte den Gesetzgebungsnotstand dann mit einzelnen Gesetzesvorlagen.
Aus dem Art. 111a des veränderten Herrenchiemsee-Entwurfs entstand der spätere Art. 81 GG. Der ursprüngliche Art. 111 wurde hingegen fallengelassen. Der Allgemeine Redaktionsausschuss schlug dies am 2. Mai 1949 ohne Begründung vor. Der Hauptausschuss schloss sich ihm am 5. Mai 1949 an und änderte Art. 111a ab, woraus schließlich der heutige Art. 81 wurde.
Ein möglicher Grund für das Streichen des „echten“ Notstands war eine Warnung der Besatzungsmächte. Jedenfalls fiel es dem Parlamentarischen Rat leicht, ihn zu streichen. Die Besatzungsmächte hatten damals noch Ausnahmebefugnisse für den Krisenfall. Zu einer Regelung des „echten“ Notstands kam es erst mit der „Notstandsgesetzgebung“ in den 1960er-Jahren.
In den Verfassungen vieler anderer Länder fehlen entsprechende Regelungen zur Verfassungsstörung. Allenfalls in der Verfassung der Fünften Französischen Republik wird sie behandelt. Normalerweise geht man für solche Fälle davon aus, dass das Parlament aufgelöst wird. Ebenso fehlen entsprechende Regelungen in den Verfassungen der deutschen Bundesländer. Im Ausland und in den Bundesländern finden sich Regelungen für den äußeren Notstand, der mit dem Gesetzgebungsnotstand des Art. 81 GG nicht identisch ist.

## Wortlaut
In Art. 48 der Weimarer Verfassung hieß es:
(1) Wenn ein Land die ihm nach der Reichsverfassung oder den Reichsgesetzen obliegenden Pflichten nicht erfüllt, kann der Reichspräsident es dazu mit Hilfe der bewaffneten Macht anhalten.
(2) Der Reichspräsident kann, wenn im Deutschen Reiche die öffentliche Sicherheit und Ordnung erheblich gestört oder gefährdet wird, die zur Wiederherstellung der öffentlichen Sicherheit und Ordnung nötigen Maßnahmen treffen, erforderlichenfalls mit Hilfe der bewaffneten Macht einschreiten. Zu diesem Zwecke darf er vorübergehend die in den Artikeln 114, 115, 117, 118, 123, 124 und 153 festgesetzten Grundrechte ganz oder zum Teil außer Kraft setzen.
(3) Von allen gemäß Abs. 1 oder Abs. 2 dieses Artikels getroffenen Maßnahmen hat der Reichspräsident unverzüglich dem Reichstag Kenntnis zu geben. Die Maßnahmen sind auf Verlangen des Reichstags außer Kraft zu setzen.
Art. 81 GG lautet seit 1949 unverändert:
(1) Wird im Falle des Artikels 68 der Bundestag nicht aufgelöst, so kann der Bundespräsident auf Antrag der Bundesregierung mit Zustimmung des Bundesrates für eine Gesetzesvorlage den Gesetzgebungsnotstand erklären, wenn der Bundestag sie ablehnt, obwohl die Bundesregierung sie als dringlich bezeichnet hat. Das Gleiche gilt, wenn eine Gesetzesvorlage abgelehnt worden ist, obwohl der Bundeskanzler mit ihr den Antrag des Artikels 68 verbunden hatte.
(2) Lehnt der Bundestag die Gesetzesvorlage nach Erklärung des Gesetzgebungsnotstandes erneut ab oder nimmt er sie in einer für die Bundesregierung als unannehmbar bezeichneten Fassung an, so gilt das Gesetz als zustande gekommen, soweit der Bundesrat ihm zustimmt. Das Gleiche gilt, wenn die Vorlage vom Bundestage nicht innerhalb von vier Wochen nach der erneuten Einbringung verabschiedet wird.
(3) Während der Amtszeit eines Bundeskanzlers kann auch jede andere vom Bundestage abgelehnte Gesetzesvorlage innerhalb einer Frist von sechs Monaten nach der ersten Erklärung des Gesetzgebungsnotstandes gemäß Absatz 1 und 2 verabschiedet werden. Nach Ablauf der Frist ist während der Amtszeit des gleichen Bundeskanzlers eine weitere Erklärung des Gesetzgebungsnotstandes unzulässig.
(4) Das Grundgesetz darf durch ein Gesetz, das nach Absatz 2 zustande kommt, weder geändert, noch ganz oder teilweise außer Kraft oder außer Anwendung gesetzt werden.

## Beschreibung des Verfahrens
Das Ersatzverfahren für die Gesetzgebung steht im Grundgesetz nicht im Abschnitt über die Bundesregierung, sondern richtigerweise im Abschnitt zur Gesetzgebung. Wäre es im Abschnitt über die Bundesregierung geregelt, könnte man sich an den Art. 48 der Weimarer Verfassung erinnert fühlen, was der Parlamentarische Rat vermieden wissen wollte.
Den Art. 81 GG sieht Eckart Klein nicht für alle Verfassungsstörungen gedacht, erforderlich sei eine „konkrete Konstellation einer Verfassungsstörung“. So, wenn es im Bundestag keine Mehrheit für die Gesetzesvorlagen der Regierung gäbe, aber auch keine Mehrheit für eine neue Regierungsbildung. Art. 81 GG behandele nicht die Funktionsstörungen anderer Organe wie des Bundespräsidenten und überhaupt könne er keine Krise beziehungsweise ihre Ursachen beseitigen. Vielmehr ermögliche das Sondergesetzgebungsverfahren eine „Besinnungspause“ im Konflikt zwischen Parlament und Regierung. In dieser Zeit soll jedoch die Regierung weiter tätig sein können, die für ihre Arbeit Gesetze braucht.
Klein unterteilt das Verfahren in fünf Abschnitte:
- Eine Vertrauensfrage des Bundeskanzlers nach Art. 68 GG scheitert im Bundestag.
- Eine „dringliche“ Gesetzesvorlage scheitert.
- Der Gesetzgebungsnotstand für diese Gesetzesvorlage wird beantragt und erklärt.
- Die Gesetzesvorlage wird wieder dem Bundestag vorgelegt und scheitert.
- Das Gesetz kommt dennoch zustande.

### Vertrauensfrage
Eine Bundesregierung kann nur dann den Weg des Gesetzgebungsnotstands beschreiten, wenn eine Vertrauensfrage abgelehnt wurde, der Bundestag aber nicht aufgelöst wurde. Das besagt deutlich Art. 81, Absatz 1 GG. Die Vertrauensfrage wird in Art. 68 GG beschrieben. Demnach kann der Bundeskanzler den Bundestag auffordern, ihm das Vertrauen auszusprechen. Wenn der Bundestag nicht das Vertrauen mit absoluter Mehrheit ausspricht, dann kann der Bundeskanzler den Bundespräsidenten bitten, den Bundestag aufzulösen.
Es kann also eine Situation entstehen, in welcher der Bundeskanzler keine Mehrheit mehr hat, aber der Bundestag nicht aufgelöst wird. Das mag daran liegen, dass der Bundeskanzler die Auflösung nicht beantragt oder der Bundespräsident dem Antrag nicht entsprochen hat. Will er das Verfahren nach Art. 81 GG in die Wege leiten, muss der Bundeskanzler weiter amtieren – er darf nicht nur geschäftsführend im Amt sein, etwa nach einem Rücktritt. Sonst könnte der Bundestag nach Art. 63 GG einen neuen Kanzler wählen, auch mit relativer Mehrheit. Das steht nicht im Artikel, wird aber dem Sinn nach vorausgesetzt.
Der Bundeskanzler kann die Vertrauensfrage mit einer Sachfrage verbinden. Eventuell lässt er den Bundestag zeitgleich über die Vertrauensfrage und eine Gesetzesvorlage abstimmen. Das macht er womöglich, damit die Abgeordneten eine ungeliebte Gesetzesvorlage unterstützen, weil sie sonst Neuwahlen befürchten müssen.
Für das Verfahren nach Art. 81 GG ist es wichtig, dass eine „dringliche“ Gesetzesvorlage abgelehnt worden ist. Entweder hat es nach der gescheiterten Vertrauensfrage eine weitere Abstimmung gegeben, in der die Gesetzesvorlage ebenfalls gescheitert ist. Oder aber die Gesetzesvorlage ist zusammen mit der Vertrauensfrage eingebracht worden und gemeinsam gescheitert. Dann folgen die weiteren Schritte des Verfahrens. Die zweite Variante wäre also eine Art Abkürzung des Verfahrens.
Allerdings kann folgende komplizierte Situation entstehen: Die Ja-Stimmen entsprechen nur einer relativen Mehrheit. Dann wäre die Vertrauensfrage abgelehnt, die Gesetzesvorlage aber angenommen. Die Bundesregierung darf dann jedenfalls nicht gleich anschließend einen Gesetzgebungsnotstand beantragen. Es stünde nämlich dem Sinn des Artikels 81 GG entgegen, wenn eine bereits angenommene Gesetzesvorlage noch einmal über den Gesetzgebungsnotstand angenommen werden soll.
Die Rechtsprechung des Bundesverfassungsgerichts betont folgendermaßen: Die Vertrauensfrage darf nicht mit jeder beliebigen Gesetzesvorlage verbunden sein. Der Inhalt der Vorlage müsse tatsächlich „brisant“, zwischen Bundesregierung und Bundestag umstritten sein. Ansonsten verkäme die Vertrauensfrage zu einem bloßen Instrument, um den Bundestag aufzulösen. Später jedoch, wenn es um die Erklärung des Gesetzgebungsnotstandes geht, muss die Gesetzesvorlage nicht „strittig“ sein. Es könne nämlich sein, dass der Bundestag aus reiner Verweigerungshaltung Vorlagen ablehnt.

### Scheitern einer „dringlichen“ Vorlage

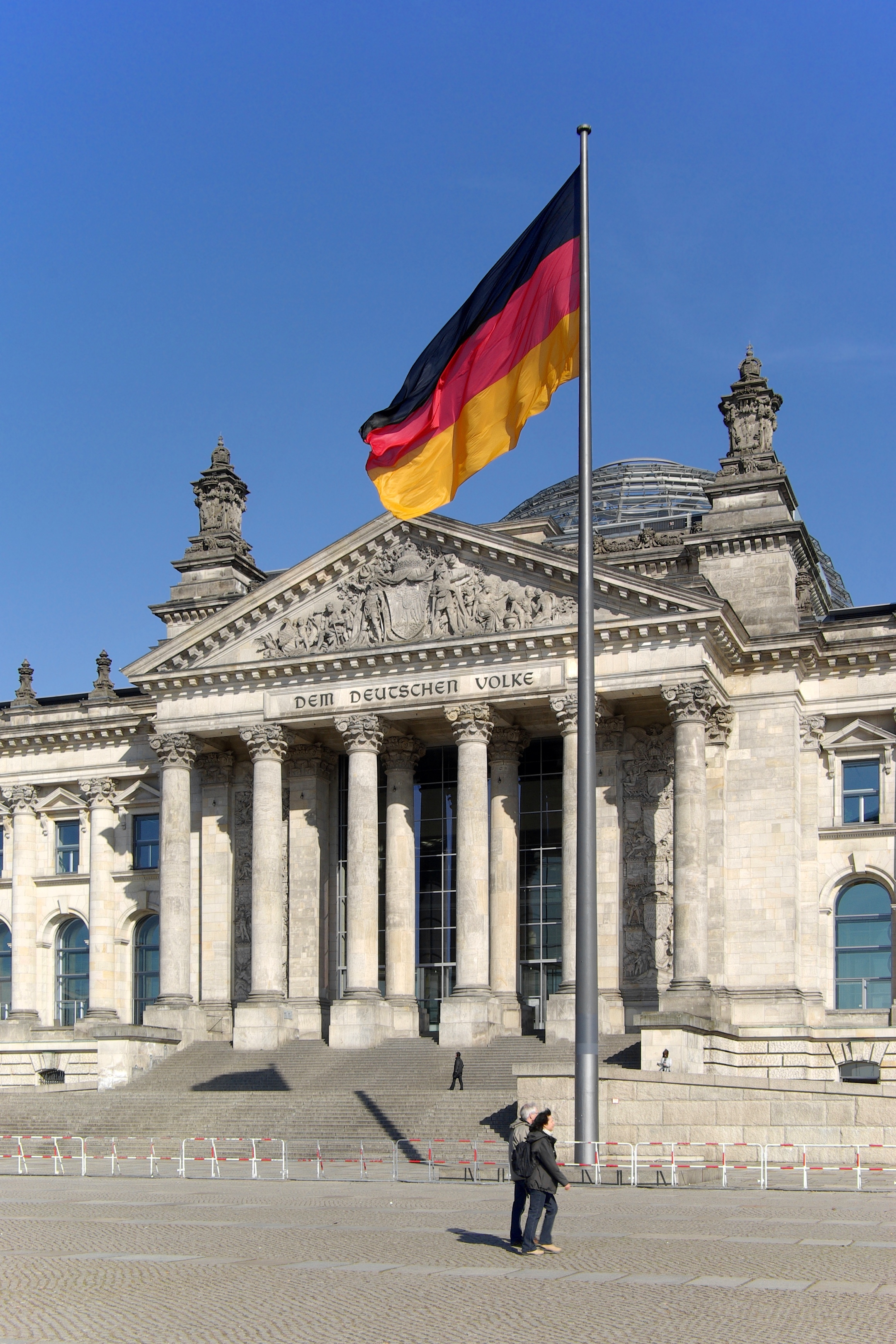
Sitz des Deutschen Bundestages in Berlin

Gegenstand des Verfahrens ist eine Gesetzesvorlage. Gesetzesvorlagen dürfen allgemein die Bundesregierung, der Bundestag oder der Bundesrat einbringen. Eventuell lässt die Regierung die Vorlage – aus Gründen der Zeitnot – durch Abgeordnete des Bundestages einbringen.
Die Bundesregierung (nicht nur der Bundeskanzler) bezeichnet die Vorlage als „dringlich“. Es steht im Ermessen der Regierung, was für sie „dringlich“ ist. Sie kann auch nur Teile der Vorlage als „dringlich“ bezeichnen, oder mehrere Vorlagen zusammen. Bei der „Gesetzesvorlage“ des Artikels 81 GG muss es sich also nicht streng genommen um eine einzelne Vorlage im technischen Sinne handeln, abgesehen davon, dass die Regierung sowieso „verschiedene Gesetzesmaterien formal in einer Gesetzesvorlage“ zusammenfassen kann.
Die Vorlage kann schon vor Stellen der Vertrauensfrage als „dringlich“ gekennzeichnet werden. Der letzte Zeitpunkt ist kurz vor der Schlussabstimmung über die Vorlage im Bundestag. Es reicht nicht, wenn die Vorlage erst nachträglich als „dringlich“ proklamiert worden ist. Eine bestimmte Form ist nicht vorgeschrieben – ein Mitglied der Bundesregierung könnte die Dringlichkeit mündlich in einer Bundestagssitzung angeben.
Aus Sicht der Bundesregierung besteht die Gefahr, dass der Bundestag die Beratung über die Vorlage hinauszögert. Auch im Normalfall dauert es oft Monate oder Jahre, bis ein Gesetz zustande kommt. Oder aber der Bundestag nimmt die Vorlage in einer veränderten Form an. Für beides liefert nur Art. 81 Abs. 2 GG eine Lösung, der erst das spätere wiederholte Scheitern beschreibt. Für das erstmalige Scheitern der Vorlage könnte man auf diese Lösungen zurückgreifen. Demnach hat der Bundestag eine Frist von vier Wochen, und die Bundesregierung kann entscheiden, ob sie die geänderte Form der Vorlage „annehmbar“ findet. Die Frist könnte man beispielsweise mit der Erklärung der Dringlichkeit beginnen lassen.

### Antrag auf Gesetzgebungsnotstand und Erklärung

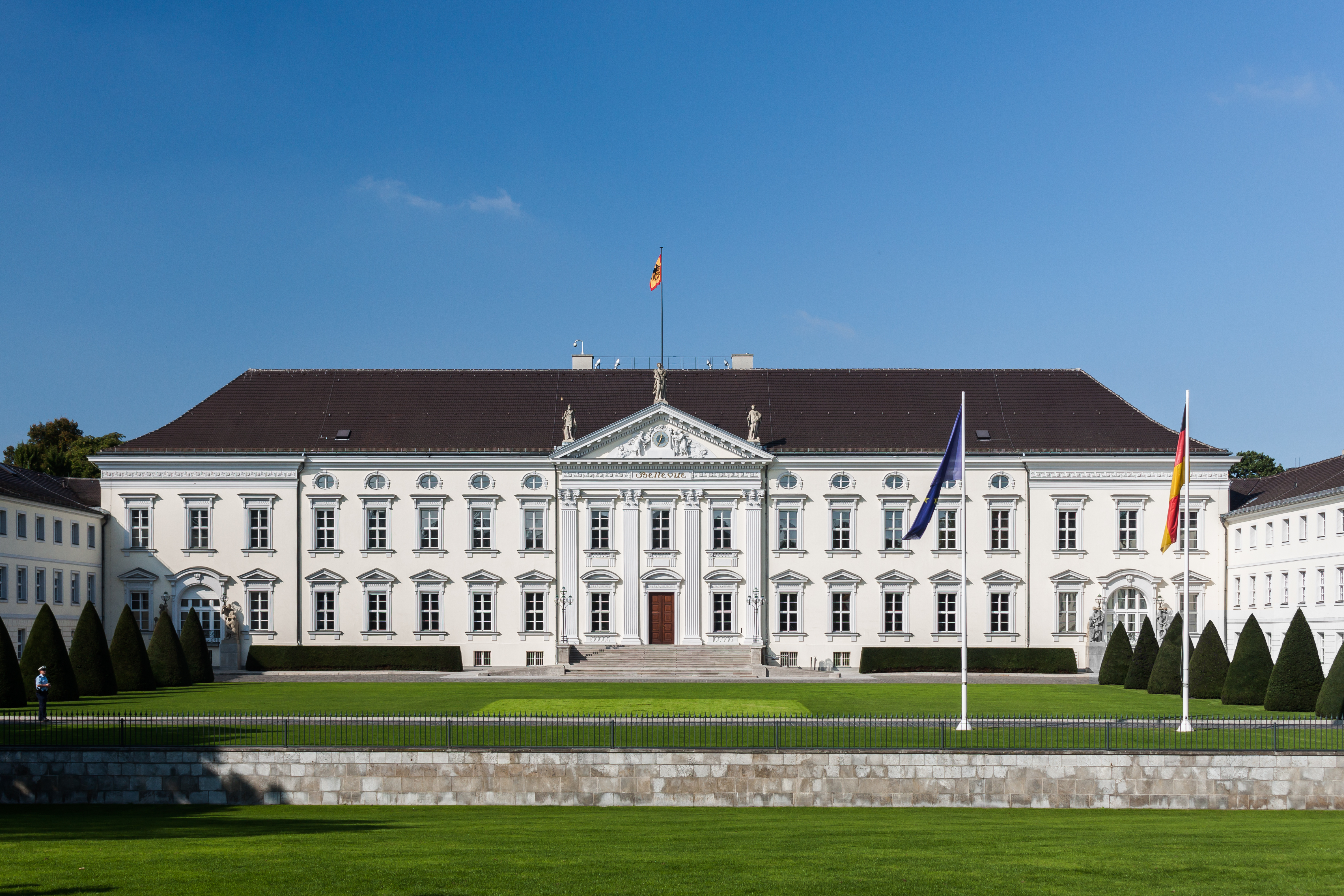
Schloss Bellevue, der Dienstsitz des deutschen Bundespräsidenten

Nach Ablehnung der Gesetzesvorlage kann die Bundesregierung sich bemühen, den Gesetzgebungsnotstand feststellen zu lassen. Diesen beantragt sie beim Bundespräsidenten. Dazu braucht sie die Zustimmung des Bundesrates. Diese Zustimmung sollte die Bundesregierung einholen, bevor sie den Antrag an den Bundespräsidenten stellt. Die Entscheidung soll nämlich nach freiem Ermessen vom Bundespräsidenten getroffen werden können, ohne, dass der Bundesrat das letzte Wort hat. Der Antrag bezieht sich auf eine konkrete, gescheiterte, dringliche Gesetzesvorlage, darum beschränkt sich auch die Erklärung des Gesetzesnotstandes darauf.
Wie auch in wenigen anderen Fällen hat der Bundespräsident hier die Möglichkeit, politisch zu gestalten. Jedoch dürfte ein Bundespräsident normalerweise der Bitte der Bundesregierung nachgeben, vor allem, wenn er zuvor es abgelehnt haben sollte, den Bundestag aufzulösen. Stettner und Brenner sehen den Bundespräsident dann geradezu in „Zugzwang“. Es könnte allerdings sein, dass der Bundespräsident die konkrete Gesetzesvorlage schlecht findet. Wegen ihrer großen Bedeutung sollte die Erklärung im Bundesgesetzblatt veröffentlicht werden.
Fristen sind weder für den Antrag noch die Zustimmung des Bundesrats oder die Entscheidung des Bundespräsidenten gesetzt. Wenn der Bundespräsident lange mit einer Antwort zögert, kann dies als Ablehnung des Antrags interpretiert werden. Entschließt sich der Bundespräsident zur Erklärung des Gesetzgebungsnotstandes, so muss sie vom Bundeskanzler gegengezeichnet werden. Damit ist auch sichergestellt, dass der Bundeskanzler die Erklärung begrüßt (und nicht nur eine Mehrheit der Bundesregierung).

### Erneutes Scheitern der Vorlage
Die Bundesregierung kann die Vorlage nun wieder einbringen. Sie darf allerdings nicht verändert worden sein. Der Bundestag hat vier Wochen Zeit, um sich mit der Vorlage abermals zu beschäftigen. Die Frist könnte beginnen, wenn der Bundestagspräsident die Vorlage erhält, oder wenn er sie an die Mitglieder des Bundestages weiterleitet. Wenn der Bundestag sie nicht annimmt, gilt sie nach Ablauf der vier Wochen als abgelehnt. Auf diese Weise wird verhindert, dass der Bundestag die Entscheidung absichtlich verschleppt.
Möglicherweise nimmt der Bundestag die Vorlage in einer veränderten Fassung an. Die Bundesregierung kann nun entscheiden, ob sie sie als annehmbar ansieht. Damit soll verhindert werden, dass der Bundestag den Sinn des Verfahrens unterminiert. Es liegt im Ermessen der Bundesregierung, was für sie unannehmbar ist. Eine Änderung der Vorlage muss also nicht automatisch und zwingend als Ablehnung interpretiert werden. Dies lässt Raum für Verhandlungen zwischen Bundesregierung und Bundestag, um sich doch noch zu einigen.

### Zustandekommen des Gesetzes

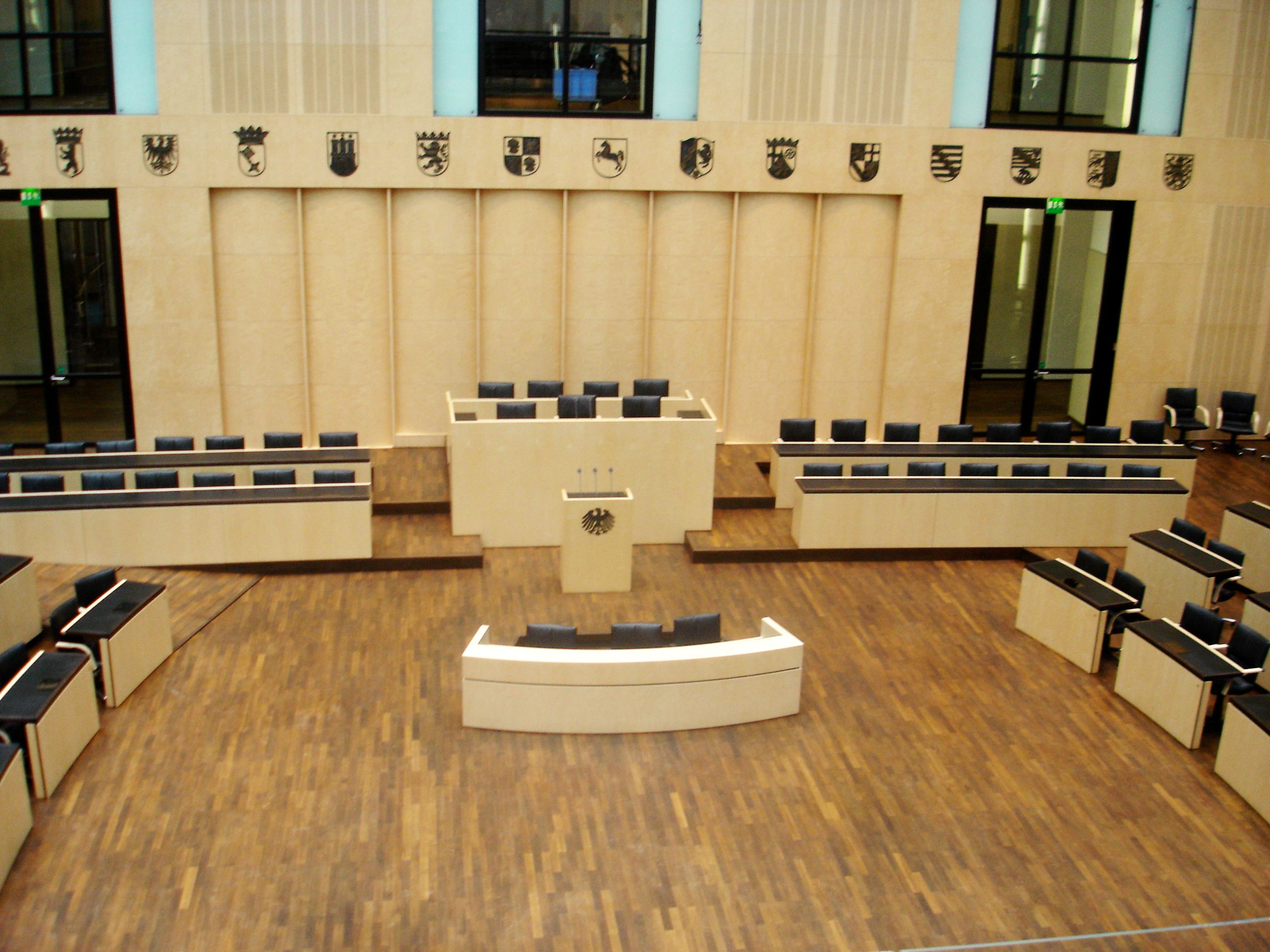
Plenarsaal des Bundesrats

Lehnt der Bundestag die Vorlage erneut ab, oder nimmt er sie in einer unanehmbaren Fassung an, kann die Vorlage dennoch Gesetz werden. Die Gemeinsame Geschäftsordnung der Bundesministerien erklärt, wie die Zustimmung des Bundesrats eingeholt werden dürfte. Der Bundeskanzler würde dem Präsidenten des Bundesrates die Bitte um Zustimmung zusenden. Der Bundesrat entscheidet dann nach den entsprechenden Vorschriften im Grundgesetz (Art. 52 GG).
Entgegen einer missverständlichen Formulierung in Art. 81 Abs. 2 GG („soweit“) kann der Bundesrat das Gesetz nicht ändern oder ihm nur teilweise zustimmen. Allerdings könnte er mit der Bundesregierung über Änderungen verhandeln. Eventuell kommt es zu einer Art Vermittlungsverfahren. Dies ist laut Art. 81 GG nicht vorgesehen, aber auch nicht verboten. Bryde hält die Frage für praxisfern. Jedenfalls kann es sich um kein echtes Vermittlungsverfahren nach Art. 77 GG (zwischen Bundestag und Bundesrat) handeln, da der Bundestag eben kein Gesetz beschlossen hat.
Bei einer Änderung aber müsste der Bundestag wieder befragt werden. Eventuell würde für die veränderte Gesetzesvorlage die Erklärung des Gesetzgebungsnotstandes nicht mehr gelten (an der Erklärung muss ja auch der Bundespräsident beteiligt sein). Klein zufolge wäre es aber widersinnig, das gesamte Verfahren (einschließlich der Vertrauensfrage) zu wiederholen. Es müsste am Punkt der Wiedervorlage (Art. 81 Abs. 2 GG) einsetzen.
Schließlich wird das Gesetz ausgefertigt und verkündet, so wie auch andere Gesetze. In der Verkündungsformel müsste das besondere Verfahren erwähnt werden. Ein Problem bleibt, dass der Bundestag weiterhin Gesetzgeber ist. Er könnte theoretisch Gesetze beschließen, die die Gesetze von Bundesregierung und Bundesrat wieder aufheben. Das würde aber dem Sinn von Art. 81 GG widersprechen, so dass Klein solche Gesetze für verfassungswidrig hält. Sie dürfen jedenfalls nicht, während der „Gesetzgebungsnotstandslage“, dem Willen der Bundesregierung entgegenstehen. Michael Brenner spricht von einer „Sperrwirkung“ gegenüber dem Bundestag.
Allerdings könnte die Regierung selbst sich darum bemühen, das Gesetz aufzuheben oder zu ändern. Sollten Regierung und Bundestag wieder zur Zusammenarbeit gefunden haben, sollten sie das Gesetz aufheben oder ändern dürfen. Eine Zustimmung des Bundesrates ist nicht erforderlich, es sei denn, es handelt sich um ein echtes Zustimmungsgesetz, bei dem der Bundesrat zustimmen muss, weil die Rechte der Länder berührt werden.

## Grenzen

### Sechsmonatsfrist
Nach der ersten Erklärung eines Gesetzgebungsnotstandes hat die Bundesregierung noch sechs Monate Zeit, weitere Male den Gesetzgebungsnotstand für eine Gesetzesvorlage zu beantragen. Gerechnet werden die sechs Monate ab der ersten Erklärung durch den Bundespräsidenten. Dabei muss nicht das vollständige Verfahren wiederholt werden. Eine erneute Vertrauensfrage ist nicht notwendig. Wohl aber braucht man für jede weitere Gesetzesvorlage wieder die Erklärung durch den Bundespräsidenten. Eine Vorlage muss vor Ablauf der Frist verabschiedet sein, soll sie noch Gesetz werden. Der Bundesrat muss also bereits zugestimmt haben.
Die Frist von sechs Monaten ist sehr kurz. Nach Einschätzung der Kommission Verfassungsreform aus den 1970er-Jahren bräuchte man etwa elf bis zwölf Wochen, bis für die erste Vorlage der Gesetzgebungsnotstand erklärt wird. Etwa 18 Wochen würde es dauern, um ein Gesetz nach Art. 81 GG zu verabschieden. Danach verblieben nur noch etwa acht bis elf Wochen für ein weiteres Gesetz.

### Amtszeit des Bundeskanzlers
Für eine erneute Erklärung des Gesetzgebungsnotstand muss der Bundeskanzler immer noch im Amt sein. Innerhalb der sechs Monate könnte der Kanzler zurückgetreten sein, es könnte ein neuer Bundestag zusammengetreten sein. Vielleicht ist der Kanzler nur noch geschäftsführend im Amt. Dadurch erlischt eine wichtige Voraussetzung für das Verfahren nach Art. 81 GG. Ein nur geschäftsführender Kanzler kann übrigens keine (erneute) Vertrauensfrage stellen.
Der Bundestag kann dem Kanzler nicht plötzlich das Vertrauen mit absoluter Mehrheit aussprechen, damit der Regierung das Instrument des Gesetzgebungsnotstandes genommen wird. Allerdings könnte der Kanzler wieder die Vertrauensfrage stellen. Wenn er dann das Vertrauen erhält, sind die Voraussetzungen für den Gesetzgebungsnotstand nicht mehr gegeben. Der Kanzler muss also, bevor er die Vertrauensfrage stellt, das Risiko abschätzen, dass der Bundestag später wieder die Zusammenarbeit aufkündigt.
Während der übrigen Amtszeit des Bundeskanzlers kann der Gesetzgebungsnotstand nicht mehr erklärt werden. Es kann aber sein, dass der Kanzler das Amt verliert, zwischenzeitlich jemand anders Kanzler ist, und er wieder Kanzler wird. Dann ist der Weg zum Gesetzgebungsnotstand wieder frei. Das alles kann auch innerhalb derselben Legislaturperiode des Bundestags geschehen.
Komplizierter ist es, wenn der Kanzler sein Amt verliert und gleich darauf selbst wieder zum Kanzler gewählt wird. Damit würde unbestritten eine neue Amtszeit beginnen. In diesem speziellen Fall geht man jedoch davon aus, dass der Kanzler mit absoluter Mehrheit gewählt worden sein muss. Erst dann beginnt eine neue Amtszeit auch im Sinne des Art. 81 GG. Es würde nicht akzeptiert werden, dass ein Kanzler sich mit relativer Mehrheit wiederwählen lässt und erneut den Gesetzgebungsnotstand beantragt. Sonst nämlich könnte der Kanzler, mit Unterstützung des Bundespräsidenten und der größten Fraktion, sich öfter neu wählen lassen und damit die Sechsmonatsfrist umgehen.

### Inhaltliche Grenzen
Gesetze, die durch Art. 81 zustande kommen, dürfen nicht das Grundgesetz ändern oder ihm entgegenstehen. Das ist eine Klarstellung im Vergleich zu Art. 48 der Weimarer Verfassung. In Weimarer Zeiten war nicht deutlich, wie weit die Maßnahmen des Reichspräsidenten gehen durften.
Ansonsten gibt es keine inhaltlichen Grenzen, die die Gesetze des Gesetzgebungsnotstandes von anderen unterscheiden. So dürfen auf diese Weise auch Vertragsgesetze und Haushaltsgesetze verabschiedet werden. Zwar könnte man aus dem Zweck des Art. 81 GG schließen, dass sie nicht tief in die Ordnung der Bundesrepublik eingreifen sollen. Sie seien dementsprechend nur für eine Übergangszeit der Minderheitsregierung da. Allerdings ließen sich solche Grenzen rechtlich kaum fassen. Außerdem kann später der normale Gesetzgeber die Gesetze wieder ändern.

## Anwendung

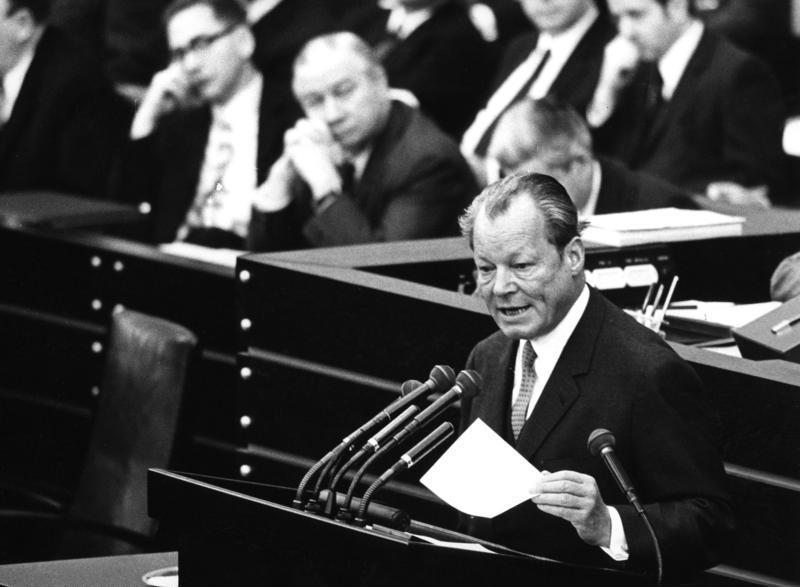
Willy Brandt war 1972 der erste Bundeskanzler, der die Vertrauensfrage nach Art. 68 stellte. Die Folge waren Neuwahlen.

Bislang hat der Bundeskanzler im Bundestag zwar wiederholt die Vertrauensfrage gestellt. In einigen Fällen wurde dem Kanzler das Vertrauen auch nicht ausgesprochen. Dann aber wurde stets der Bundestag aufgelöst, wie es auch der Absicht des Kanzlers entsprach (1972, 1982, 2005). Noch nie wurde eine Gesetzesvorlage als dringlich im Sinne des Artikels 81 GG bezeichnet, noch nie der Gesetzgebungsnotstand erklärt.
Trotzdem wird Art. 81 GG nicht als bedeutungslos erachtet. Möglich sei eine „Vorwirkung“, so Klein: Bei der Vertrauensfrage wissen die Abgeordneten, dass die Bundesregierung notfalls den Weg des Art. 81 GG beschreiten könnte. Allerdings ist der Weg des Gesetzgebungsnotstands auch kein Gegenstand großer Diskussionen gewesen. Selbst eine Einführung wie „Das politische System der Bundesrepublik Deutschland“ von Klaus von Beyme erwähnt ihn nicht.
Wenn eine Regierung im Bundestag die Mehrheit verliert, kann sie durch eine neu entstandene Koalition abgelöst werden. Ansonsten ist eine Auflösung des Bundestags der gangbare Weg, so dass letztlich die Wähler entscheiden. Eine Regierung, die den Gesetzgebungsnotstand erklären lassen will, hat eventuell auch keine Mehrheit im Bundesrat, oder der Bundespräsident könnte die Erklärung verweigern.
Schaut man auf das historische Beispiel des Jahres 1932, so müsste man an folgende Situation denken: Eine rein oppositionelle Partei hat plötzlich bei Parlamentswahlen viele Stimmen erhalten, und man muss befürchten, dass sie bei Neuwahlen noch hinzugewinnen würde. Der Bundespräsident und die Landesregierungen, die im Bundesrat die Mehrheit haben, kamen allerdings noch davor in ihr Amt.
Schließlich hätte die Erklärung des Gesetzgebungsnotstandes Auswirkungen außerhalb der Staatsorgane. Sie dürfte das Gefühl, dass der Staat sich in einer Krise befindet, wunschwidrig noch verstärken. Außerdem hat eine Gesetzesvorlage, die im Parlament umstritten ist, wahrscheinlich auch im Volk viele Gegner. Diesen würde die Erklärung des Gesetzgebungsnotstandes Argumente in die Hand geben. Die Gegner könnten das gewählte Verfahren als legal, aber unstatthaft darstellen, weil es die gewählte Volksvertretung übergeht.

## Bedeutung
Art. 81 GG schließt eine Lücke. Art. 67 GG sieht mit dem konstruktiven Misstrauensvotum vor, dass der Bundestag einen neuen Bundeskanzler wählt, allerdings mit absoluter Mehrheit. Art. 68 GG hingegen beschreibt die Auflösung des Bundestags nach einer gescheiterten Vertrauensfrage. Dazwischen steht die Möglichkeit, dass eine Minderheitsregierung im Amt bleibt. Ohne Art. 81 GG wäre sie von vornherein nicht lebensfähig. Klein: „Insofern bildet Art. 81 GG im Zusammenspiel mit Art. 68 GG eine wenngleich nicht logische, sprich zwingende, so doch in sich konsequente Ergänzung zu Art. 67 GG […].“
Bryde verweist auf die jüngere deutsche Geschichte, in der eine demokratische Opposition dazu bereitstand, die Regierung zu übernehmen. Man könne sich kaum eine Rechtfertigung dafür vorstellen, gegen eine parlamentarische Mehrheit zu regieren. Selbst ohne Koalition müsse es genug Konsens für Gesetzgebungsmehrheiten geben. Eine Regierung müsse eben Zugeständnisse an die Opposition machen. Insgesamt beurteilt er das Verfahren als schwerfällig und zeitaufwändig. Aber man solle es auch nicht einfacher machen. Vielmehr sei es gut, die Parteien zur Zusammenarbeit zu zwingen oder Neuwahlen zu veranlassen. Der Parlamentarische Rat habe die „unproblematisch demokratische Entwicklung“ und damit die Überflüssigkeit des Artikels 81 GG nicht vorhersehen können.
Stettner hält es für zweifelhaft, ob Art. 81 GG dem System des Grundgesetzes entspricht. Eine Regierung gegen den Bundestag sei kaum denkbar. Wenn ein Kanzler das Vertrauen verliert, ist der normale Weg die Neuwahl, nicht der Gesetzgebungsnotstand. Bevor der Bundestag von „nicht koalitionsfähigen Gruppierungen“ beherrscht werde, könne man im Vorfeld verfassungsfeindliche Parteien verbieten lassen. Auch die kurze Frist von sechs Monaten mache das Verfahren wenig nützlich.
Brenner betont hingegen das Potential von Art. 81 GG, sollte es zu einer Funktionsstörung kommen. Auch er verweist auf die Vorwirkung, wenn die Vertrauensfrage gestellt wird. Er hält zumindest in der Theorie die Lösung für brauchbar und überzeugend. Sie mag helfen, eine Situation zu überbrücken, in der Neuwahlen „destruktiven Kräften Vorschub leisten“ könnten. „Zum Regieren auf Dauer ist sie weder geeignet noch vorgesehen.“